# 霍赫施泰滕-道恩
霍赫施泰滕-道恩是德国莱茵兰-普法尔茨州的一个市镇。总面积12.62平方公里，总人口1600人，其中男性781人，女性819人（2011年12月31日），人口密度127人/平方公里。